# Terra Nova Preis
Terra Nova Preis – nagroda literacka w Szwajcarii, przyznawana od 2013 roku w kategoriach literatury i przekładu. Jej rolą jest promowanie w kraju literatury różnojęzycznych regionów Szwajcarii. Nagrodę mogą otrzymać autorzy, zaczynający pracę twórczą, będący obywatelami Szwajcarii lub mieszkający tam przez co najmniej pięć lat. Wartość nagrody wynosi 5 000 franków szwajcarskich. Organizatorem Terra Nova Preis jest Schweizerische Schillerstiftung.

## Laureaci Terra Nova Preis

### Literatura
- 2013 Marina Salzmann
- 2014 Laurent Cennamo(inne języki)
- 2015 Mathilde Vischer(inne języki)
- 2016 Noëmi Lerch i Yari Bernasconi(inne języki)
- 2017 Gianna Olinda Cadonau(inne języki) i Fanny Wobmann(inne języki)
- 2018 Julia Weber(inne języki) i Jérémie Gindre(inne języki)
- 2019 Matthias Amman, Usama Al Shahmani(inne języki), Romain Buffat i Fabio Andina

### Przekład
- 2013 Peter Egloff i Camille Luscher(inne języki)
- 2014 Maurizia Balmelli(inne języki) i Walter Rosselli(inne języki)
- 2015 Julia Dengg
- 2016 Yla M. von Dach
- 2017 Marcella Pult-Palmara
- 2018 Anita Rochedy
- 2019 bez przyznania nagrody